# Division de forteresse Gotenhafen
La  Division de forteresse Gotenhafen (en allemand : Festungs-Division Gotenhafen) est une des divisions d'infanterie de la Wehrmacht durant la Seconde Guerre mondiale.

## Création
La Festungs-Division Gotenhafen est formée en janvier 1945 dans le secteur de Gdynia (en allemand : Gotenhafen) en Pologne.
Elle disparait en avril 1945.

## Organisation

### Commandants
| Date                          | Grade | Commandant |
| ----------------------------- | ----- | ---------- |
| ? janvier 1945 - ? avril 1945 | ?     | ?          |

## Théâtres d'opérations
- Pologne : janvier 1945 - février 1945

## Ordres de bataille
- Marine-Bataillon Gotenhafen 1
- MArine-Bataillon Gotenhafen 2
- Luftwaffen-Feld-Bataillon Gotenhafen